# Funny Sunny Day
「Funny Sunny Day」（ファニー・サニー・デイ）はSxOxUの1stシングルである。2009年11月11日にポニーキャニオンより発売された。

## 概要
GOING UNDER GROUNDの松本素生によるソロプロジェクトSxOxUのデビューシングル。「SxOxU English Version」と「REBORN! Japanese Version」の2種類がある。いずれも英詞バージョンと日本語詞バージョンの2種類が収録されている。
日本語詞バージョンがテレビ東京系アニメ『家庭教師ヒットマンREBORN!』の7thオープニング主題歌に起用された。

## 収録曲
全曲 作詞：Mika Arata 作曲：SxOxU 編曲：ヒダカトオル/SxOxU
- SxOxU English Version（PCCA-70264）

1. Funny Sunny Day 〈English Version〉
2. Funny Sunny Day 〈Japanese Version〉

- REBORN! Japanese Version（PCCA-70265）

1. Funny Sunny Day 〈Japanese Version〉
2. Funny Sunny Day 〈English Version〉

## 収録アルバム
- SxOxU『SxOxU』 -  ｢Funny Sunny day〈English Version〉」を収録。

### コンピレーション
- ポニーキャニオン『家庭教師ヒットマンREBORN!オープニング&エンディングテーマソングス3〜未来決戦編までのアニメ主題歌をフルで聴け!〜』（2010年09月01日発売） - 「Funny Sunny Day〈Japanese Version〉」を収録。
- ポニーキャニオン『家庭教師ヒットマンREBORN! OP&ED MOVIE COLLECTION』（DVD・2010年12月15日発売） - 「Funny Sunny Day〈TV Version〉」（テレビ放映されたオープニングムービー）を収録。